# Спенглер, Жайме
Жайме Спенглер (порт. Jaime Spengler; род. 6 сентября 1960, Гаспар, Бразилия) — бразильский кардинал. Титулярный епископ Патары и вспомогательный епископ Порту-Алегри с 10 ноября 2010 по 18 сентября 2013. Архиепископ Порту-Алегри с 18 сентября 2013. Кардинал-священник с титулом церкви Сан-Грегорио-Маньо-алла-Мальяна-Нуова с 7 декабря 2024.